# Carinola
Carinola là một đô thị ở tỉnh Caserta trong vùng Campania của Ý, có vị trí cách khoảng 45 km về phía tây bắc của Napoli và khoảng 30 km về phía tây bắc của Caserta. Tại thời điểm ngày 31 tháng 12 năm 2004, đô thị này có dân số 8.164 người và diện tích là 63,7 km².
Đô thị Carinola có các frazioni (các đơn vị cấp dưới, chủ yếu là các làng) San Ruosi, Ventaroli, San Donato, Casale, Nocelleto, S. Croce, Croce di Casale, và Casanova.
Carinola giáp các đô thị: Falciano del Massico, Francolise, Sessa Aurunca, Teano.